# Coppa Placci 1975
La Coppa Placci 1975, venticinquesima edizione della corsa, si svolse il 25 aprile 1975 su un percorso di 216 km. La vittoria fu appannaggio dell'italiano Francesco Moser, che completò il percorso in 5h33'50", precedendo i connazionali Franco Bitossi e Felice Gimondi.

## Ordine d'arrivo (Top 10)
| Pos. | Corridore                | Squadra            | Tempo    |
| ---- | ------------------------ | ------------------ | -------- |
| 1    | Francesco Moser          | Filotex            | 5h33'50" |
| 2    | Franco Bitossi           | Scic               | s.t.     |
| 3    | Felice Gimondi           | Bianchi-Campagnolo | s.t.     |
| 4    | Italo Zilioli            | Magniflex          | s.t.     |
| 5    | Marcello Bergamo         | Jollj Ceramica     | s.t.     |
| 6    | Pierino Gavazzi          | Jollj Ceramica     | s.t.     |
| 7    | Giacinto Santambrogio    | Bianchi-Campagnolo | s.t.     |
| 8    | Giancarlo Polidori       | Furzi-F.T.         | s.t.     |
| 9    | Wladimiro Panizza        | Brooklyn           | s.t.     |
| 10   | Gianbattista Baronchelli | Scic               | s.t.     |